# Gare de Beynes
Gare de Beynes vasútállomás Franciaországban, Beynes településen.

## Vasútvonalak
Az állomást az alábbi vasútvonalak érintik:
- Plaisir-Grignon-Épône - Mézières-vasútvonal

## Kapcsolódó állomások
A vasútállomáshoz az alábbi állomások vannak a legközelebb:
- Gare de Plaisir - Grignon (Paris Gare Montparnasse, Transilien N)
- Gare de Mareil-sur-Mauldre (Gare de Mantes-la-Jolie, Transilien N)